# María José Caro

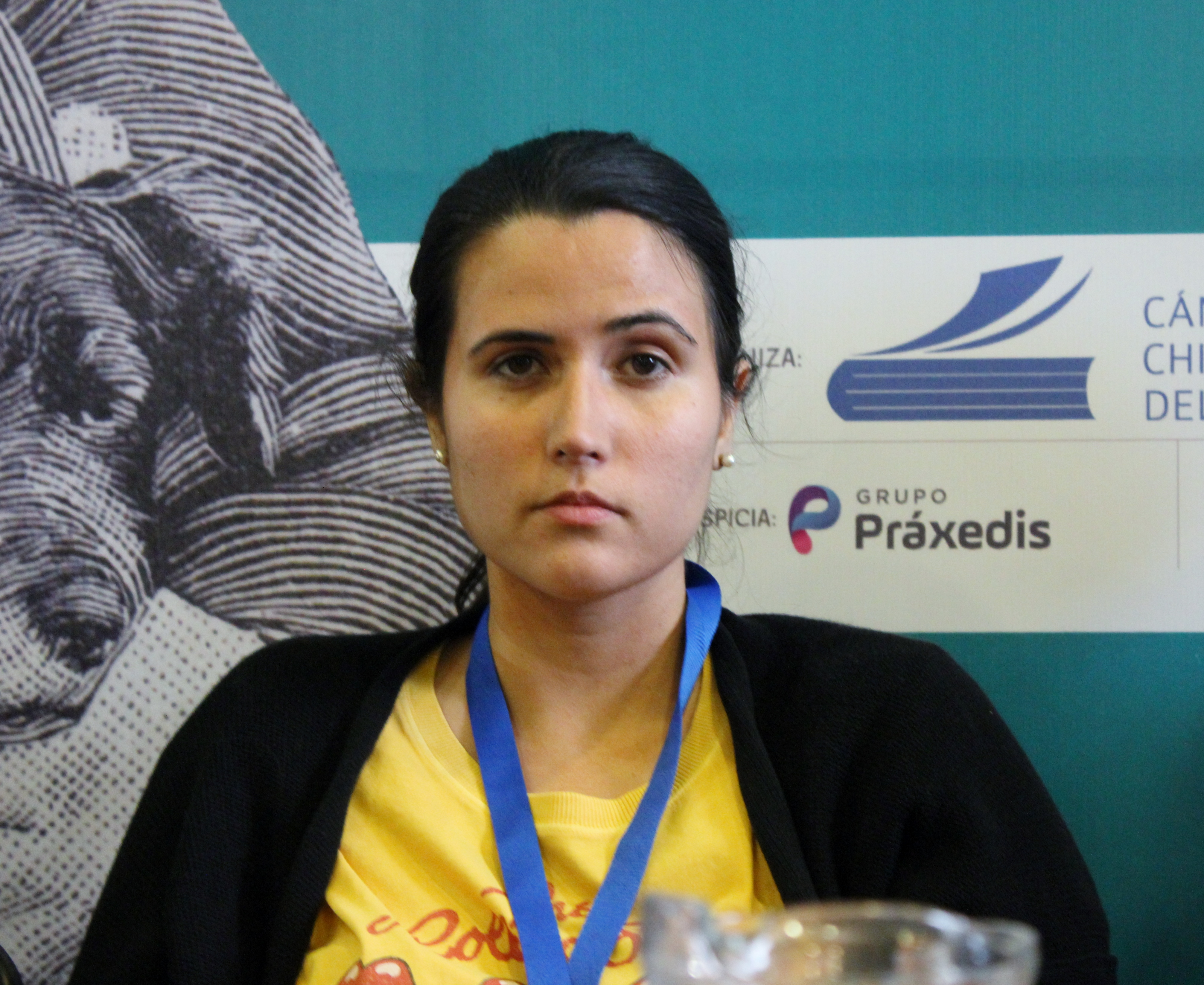
María José Caro, 2018

María José Caro León-Velarde (geboren 1985 in Lima) ist eine peruanische Schriftstellerin.

## Leben
María José Caro wurde 1985 in der peruanischen Hauptstadt Lima geboren. Sie absolvierte an der Universidad de Lima in Lima ein Studium der Kommunikationswissenschaft und anschließend an der Universidad Complutense de Madrid in Madrid ein Master-Studium im selben Fach.

## Schriftstellerisches Werk
Caro schrieb für die 2009 veröffentlichte Anthologie Palo y astilla: Padres e hijos en el cuento peruano. Ihr erstes eigenständiges Werk La primaria, eine Kurzgeschichtensammlung, wurde 2012 veröffentlicht. La primaria führt die Welt um das Mädchen Macarena, die in einer zerrütetten Familie aufwächst, ein, um die auch Caros späteren Veröffentlichungen handeln. 2016 erschien ihr erster Roman Perro de ojos negros. Diesen nominierte die peruanische Tageszeitung El Comercio als besten Roman des Jahres bei den Premios Luces 2016. Im folgenden Jahr erschien ihre zweite Kurzgeschichtensammlung ¿Qué tengo de malo? und das Hay Festival nahm Caro in die Bogotá39 auf, eine Liste der erfolgversprechendsten 39 südamerikanischen Autoren unter 40 Jahren.

## Auszeichnungen
- 2016: Nominierung ihres Romans Perro de ojos negros bei den Premios Luces von El Comercio als bester Roman
- 2017: Aufnahme in die Bogotá39 durch das Hay Festival

## Werke
- Julián Huanay et al.: Palo y astilla: Padres e hijos en el cuento peruano. Alfaguara, Lima 2009, ISBN 978-6-12403931-7.
- María José Caro León-Velarde: La primaria. Alfaguara Juvenil, Lima 2012, ISBN 978-6-12309067-8.
- María José Caro: Perro de ojos negros. Alfaguara, Lima 2016, ISBN 978-6-12424498-8.
- María José Caro: ¿Qué tengo de malo? Alfaguara, Lima 2017, ISBN 978-6-12434930-0.
- María José Caro, Marolin Orihuela: Corazón de titanio. Alfaguara, Lima 2019, ISBN 978-6-12442607-0.